# فلوئورسازه

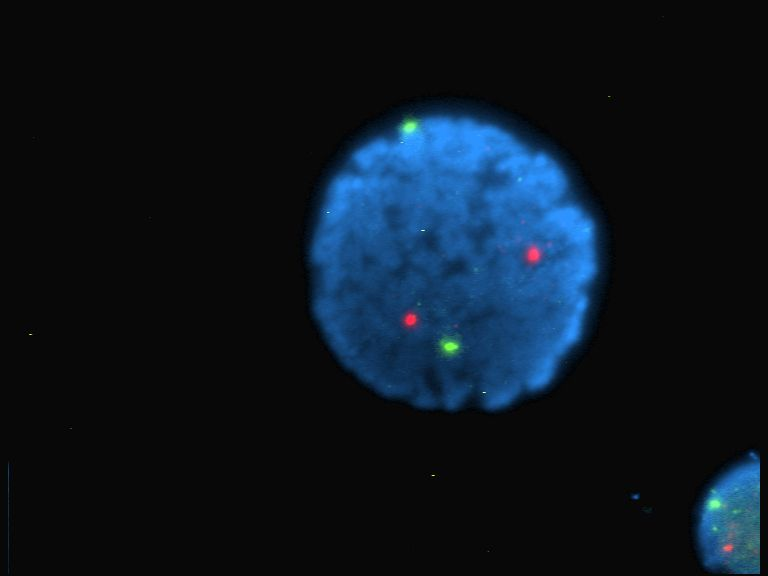
سلول انسان فلوئورسازه-نشان‌دار.

فلوئورسازه (به انگلیسی: Fluorophore) همانند رنگ‌سازه، بخشی از مولکول است که باعث می‌شود مولکول  دارای خاصیت فلوئورسنس شود.

## اندازه
اندازه فلوئورسازه ممکن است که به طور فضایی برای مولکول نشان‌دارشده ایجاد اشکال کند. 
- نقطه کوانتومی: قطر ۲-۱۰ نانومتر، ۱۰۰-۱۰۰۰۰۰ اتم
- پروتئین فلورسنت سبز (GFP)